# 세카이가유메미루유메노나카/사이슈미라이오미세테!
《세계가 꾸는 꿈 속에서/마지막 미래를 보여줘!》(世界が夢見るユメノナカ/最終未来を見せて! 세카이가유메미루유메노나카/사이슈미라이오미세테![*])는 히라노 아야, 치하라 미노리, 고토 유코의 앨범으로, PSP 게임 《스즈미야 하루히의 약속》의 엔딩 테마 앨범이다. 2008년 1월 23일 발매.

## 개요
PSP 게임 《스즈미야 하루히의 약속》의 엔딩 테마집. 굿 엔딩 테마인 '세계가 꾸는 꿈 속에서', 배드 엔딩 테마 '마지막 미래를 보여줘!'로, 3명이 같이 부르는 '3인 Ver.', 히라노 아야, 치하라 미노리, 고토 유코가 따로 부르는 '하루히 Ver.', '나가토 Ver.', '미쿠루 Ver.', 'off vocal' 합계 5 패턴, 총 10곡이다. 덧붙여 스즈미야 하루히 시리즈의 노래 중 솔로 버전을 별도 수록하는 것은 '하레하레 유카이'가 먼저지만, 원곡과 솔로 버전이 같은 앨범에 수록되는 건 이번이 처음이다. (하레하레 유카의 솔로 버전은 스즈미야 하루히의 우울 캐릭터송에 수록) 또한 하레하레 유카이의 어레인지나 가사 변경은 본작에선 없었다.
히라노 아야, 치하라 미노리, 고토 유코 3명의 CD 릴리즈는 최강 퍼레퍼레이드 이후 약 1년 2개월 만이며, 스즈미야 하루히 시리즈 관련 CD의 릴리즈도 '캐릭터송 Vol.8 코이즈미 이츠키', '캐릭터송 Vol.9 쿈' 이후 약 11개월 만이다.
덧붙여 이 앨범은 공식적으론 싱글이지만, 음반 길이가 약 42분이고, 수록곡도 10곡으로 싱글이라보기엔 많은 곡을 수록하고 있다. 스즈미야 하루히의 우울 특설 팬사이트에선 미니 앨범 형식이라 표기되어 있다. 오리콘에서 앨범 차트에 랭크 인 하는등, 미디어에 따라서 앨범 취급되고 있다.
자켓의 일러스트는 '스즈미야 하루히의 약속'의 통상판 패키지와 같다. 단, 스즈미야 하루히의 약속에는 SOS단 단원 5명이 모두 그려져 있지만, 앨범에선 쿈, 코이즈미 이츠키가 없다. CD 케이스 내에도 스즈미야 하루히의 약속에 등장하는 씬이 그려져 있다.
오리콘 차트에선 24위를 기록. 스즈미야 하루히 시리즈 관련 싱글로선 처음으로 탑 20을 놓쳤지만, 이것은 위에서 말한대로 앨범 차트로 분류되었기 때문으로, 싱글로 취급한다면 10위를 기록했다.

## 수록곡
1. 세계가 꾸는 꿈 속에서 (3인 Ver.)(世界が夢見るユメノナカ)
PSP 게임 '스즈미야 하루히의 약속' 굿 엔딩 테마. 9월 20일 ~ 23일에 걸쳐 개최된 도쿄 게임쇼 2007에서 첫 공개되었다.
2. 세계가 꾸는 꿈 속에서 (하루히 Ver.)
히라노 아야의 솔로 버전
3. 세계가 꾸는 꿈 속에서 (나가토 Ver.)
치하라 미노리의 솔로 버전
4. 세계가 꾸는 꿈 속에서 (미쿠루 Ver.)
고토 유코의 솔로 버전
5. 세계가 꾸는 꿈 속에서 (off vocal)
6. 마지막 미래를 보여줘! (3인 Ver.)(最終未来を見せて!)
PSP 게임 '스즈미야 하루히의 약속' 배드 엔딩 테마.
7. 마지막 미래를 보여줘! (하루히 Ver.)
히라노 아야의 솔로 버전
8. 마지막 미래를 보여줘! (나가토 Ver.)
치하라 미노리의 솔로 버전
9. 마지막 미래를 보여줘! (미쿠루 Ver.)
고토 유코의 솔로 버전
10. 마지막 미래를 보여줘! (off vocal)